# Nazionali maschili di calcio
Questa è una lista delle nazionali di calcio maschili nel mondo. Ci sono più nazioni con squadre di calcio che per qualsiasi altro sport, con squadre che rappresentano 191 dei 193 stati membri delle Nazioni Unite, così come diversi territori dipendenti, entità subnazionali e stati che non sono membri delle Nazioni Unite . Questo elenco divide i team in due gruppi principali:
- Squadre che sono membri della Federcation Internationale de Football Association (FIFA), l'organo di governo del calcio mondiale (211 squadre), o sono affiliati ad una confederazione continentale affiliata alla FIFA senza essere membri della FIFA (12 squadre).
- Squadre che non sono membri della FIFA o di alcuna federazione continentale, ma che rappresentano stati sovrani . Questo gruppo comprende membri delle Nazioni Unite e stati osservatori, nonché Stati che non sono membri delle Nazioni Unite (11 squadre).

Questo elenco esclude altre squadre, che generalmente giocano al di fuori del riconoscimento della FIFA . Le squadre escluse comprendono coloro che rappresentano gruppi etnici, entità subnazionali, movimenti separatisti e pseudo- o micro-nazioni.

## Membri delle confederazioni affiliate alla FIFA
Asian Football Confederation (AFC)
     Confédération Africaine de Football (CAF)
     Confederation of North, Central American and Caribbean Association Football (CONCACAF)
     Confederación Sudamericana de Fútbol (CONMEBOL)
     Oceania Football Confederation (OFC)
     Union of European Football Associations (UEFA)
Questa sezione elenca le attuali:

Mappa del mondo e le sei confederazioni:
Asian Football Confederation (AFC)
Confédération Africaine de Football (CAF)
Confederation of North, Central American and Caribbean Association Football (CONCACAF)
Confederación Sudamericana de Fútbol (CONMEBOL)
Oceania Football Confederation (OFC)
Union of European Football Associations (UEFA)

- 211 squadre di calcio nazionali maschili affiliate alla FIFA, attraverso le loro federazioni calcistiche nazionali.
- 12 squadre di calcio nazionali maschili che fanno parte di una delle confederazioni continentali affiliate alla FIFA, ma non sono membri della FIFA.[2]

I membri della FIFA possono partecipare ai Mondiali di calcio e le partite tra di loro sono riconosciute come partite internazionali ufficiali. Sulla base dei risultati delle partite del precedente quadriennio, la classifica mondiale FIFA, pubblicata mensilmente dalla FIFA, mette a confronto la capacità delle squadre nazionali.
Alcune squadre nazionali che sono membri di una federazione ma non membri della FIFA partecipano a tornei di livello confederale e subregionale. Queste squadre, tuttavia, non sono autorizzate a partecipare ai Mondiali.
Le sei federazioni sono:
- Asia - Asian Football Confederation (AFC)[3]
- Africa - Confederation of African Football (CAF)[3]
- Nord e Centro America e Caraibi - Confederazione del Nord, Centro America e Caraibi Association Football (CONCACAF)
- Sud America - Confederación Sudamericana de Fútbol (CONMEBOL)
- Oceania - Oceania Football Confederation (OFC)
- Europa - Unione delle federazioni calcistiche europee (UEFA)

La FIFA gestisce la Coppa del Mondo come torneo per le squadre nazionali alla ricerca del campione del mondo . Ogni federazione organizza anche il proprio campionato per trovare la migliore squadra tra i suoi membri:
- AFC - Coppa d'Asia
- CAF - Coppa delle nazioni africane
- CONCACAF - CONCACAF Gold Cup
- CONMEBOL - Copa América
- OFC - OFC Nations Cup
- UEFA - Campionato europeo

Pur non essendo in sé una federazione, l'Unione delle associazioni calcistiche arabe (UAFA) coordina le attività calcistiche tra i paesi di lingua araba. Tutti i 22 organi di governo nazionali che formano UAFA sono anche membri sia della FIFA sia dell'AFC o del CAF. Le squadre nazionali dei paesi membri UAFA sono elencate nell'elenco seguente.
La Confederazione delle Associazioni calcistiche indipendenti (ConIFA) è un'organizzazione per squadre che rappresentano stati non riconosciuti, regioni subnazionali e minoranze apolidi, nonché squadre di stati riconosciuti che non sono riuscite a ottenere l'accesso alla FIFA. Sebbene nessuno dei suoi attuali membri sia anche membro della FIFA, alcuni sono associati ad una delle federazioni affiliate ad essa. Queste squadre sono anche indicate nell'elenco seguente.

### AFC ( Asia )
A causa delle dimensioni geografiche dell'Asia, l'AFC è suddivisa in cinque sotto-federazioni:
- West Asian Football Federation (WAFF) - rappresenta le nazioni all'estremità occidentale del continente, ad eccezione di Iran e Israele.
- East Asian Football Federation (EAFF) - rappresenta le nazioni dell'Asia orientale, oltre a Guam e alle Isole Marianne settentrionali.
- Central Asian Football Association (CAFA) - rappresenta le nazioni dell'Asia centrale, ad eccezione del Kazakistan, oltre all'Iran e all'Afghanistan.
- South Asian Football Federation (SAFF) - rappresenta le nazioni dell'Asia meridionale, tranne l'Afghanistan.
- ASEAN Football Federation (AFF) - rappresenta le nazioni del sud-est asiatico e l'Australia.

| Nazionale                         | Codice FIFA | Federazione nazionale                                   | Risultati internazionali |
| --------------------------------- | ----------- | ------------------------------------------------------- | --- |
| Afghanistan                       | AFG         | Afghanistan Football Federation                         | Mondiale: Nessuna partecipazione Coppa d'Asia: Nessuna partecipazione                                                                |
| Arabia Saudita 2                  | KSA         | Saudi Arabian Football Federation                       | Mondiale: Ottavi di finale 1994 Coppa d'Asia: Campione 1984, 1988, 1996                                                              |
| Australia 1                       | AUS         | Football Federation Australia                           | Mondiale: Ottavi di finale 2006 Coppa d'Asia: Campione 2015 Coppa d'Oceania: Campione 1980, 1996, 2000, 2004                         |
| Bahrein 2                         | BHR         | al-Ittihad al-bahraini li-kurat al-qadam                | Mondiale: Nessuna partecipazione Coppa d'Asia: Quarto posto 2004                                                                     |
| Bangladesh                        | BAN         | Bangladesh Football Federation                          | Mondiale: Nessuna partecipazione Coppa d'Asia: Primo turno 1980                                                                      |
| Bhutan                            | BHU         | Bhutan Football Federation                              | Mondiale: Nessuna partecipazione Coppa d'Asia: Nessuna partecipazione                                                                |
| Birmania                          | MYA         | Myanmar Football Federation                             | Mondiale: Nessuna partecipazione Coppa d'Asia: Secondo posto 1968                                                                    |
| Brunei                            | BRU         | Persatuan Bolasepak Kebangsaan Negara Brunei Darussalam | Mondiale: Nessuna partecipazione Coppa d'Asia: Nessuna partecipazione                                                                |
| Cambogia                          | CAM         | Football Federation of Cambodia                         | Mondiale: Nessuna partecipazione Coppa d'Asia: Quarto posto 1972                                                                     |
| Cina                              | CHN         | Chinese Football Association                            | Mondiale: Primo turno 2002 Coppa d'Asia: Secondo posto 1984, 2004                                                                    |
| Corea del Nord                    | PRK         | DPR Korea Football Association                          | Mondiale: Quarti di finale 1966 Coppa d'Asia: Quarto posto 1980                                                                      |
| Corea del Sud                     | KOR         | Daehan Chukgu Hyeophoe                                  | Mondiale: Quarto posto 2002 Coppa d'Asia: Campione 1956, 1960 CONCACAF Gold Cup: Quarto posto 2002                                   |
| Emirati Arabi Uniti 2             | UAE         | United Arab Emirates Football Association               | Mondiale: Primo turno 1990 Coppa d'Asia: Secondo posto 1996                                                                          |
| Filippine                         | PHI         | Philippine Football Federation                          | Mondiale: Nessuna partecipazione Coppa d'Asia: Primo turno 2019                                                                      |
| Giappone                          | JPN         | Nihon Sakkā Kyōkai                                      | Mondiale: Ottavi di finale 2002, 2010, 2018, 2022 Coppa d'Asia: Campione 1992, 2000, 2004, 2011 Copa América: Primo turno 1999, 2019 |
| Giordania 2                       | JOR         | Jordan Football Association                             | Mondiale: Nessuna partecipazione Coppa d'Asia: Quarti di finale 2004, 2011                                                           |
| Guam                              | GUM         | Guam Football Association                               | Mondiale: Nessuna partecipazione Coppa d'Asia: Nessuna partecipazione                                                                |
| Hong Kong                         | HKG         | Hong Kong Football Association                          | Mondiale: Nessuna partecipazione Coppa d'Asia: Terzo posto 1956                                                                      |
| India                             | IND         | All India Football Federation                           | Mondiale: Nessuna partecipazione Coppa d'Asia: Secondo posto 1964                                                                    |
| Indonesia                         | IDN         | Persatuan Sepakbola Seluruh Indonesia                   | Mondiale: Ottavi di finale 1938 Coppa d'Asia: Primo turno 1996, 2000, 2004, 2007                                                     |
| Iran                              | IRN         | Football Federation Islamic Republic of Iran            | Mondiale: Primo turno 1978, 1998, 2006, 2014, 2018, 2022 Coppa d'Asia: Campione 1968, 1972, 1976                                     |
| Iraq 2                            | IRQ         | al-Ittihad al-ʿiraqi li-kurat al-qadam                  | Mondiale: Primo turno 1978, 1986 Coppa d'Asia: Campione 2007                                                                         |
| Isole Marianne Settentrionali 4,5 | NMI         | Northern Mariana Islands Football Association           | Mondiale: Nessuna partecipazione Coppa d'Asia: Nessuna partecipazione                                                                |
| Kirghizistan                      | KGZ         | Football Federation of the Kyrgyz Republic              | Mondiale: Nessuna partecipazione Coppa d'Asia: Ottavi di finale 2019                                                                 |
| Kuwait 2                          | KWT         | Kuwait Football Association                             | Mondiale: Primo turno 1982 Coppa d'Asia: Campione 1980                                                                               |
| Laos                              | LAO         | Lao Football Federation                                 | Mondiale: Nessuna partecipazione Coppa d'Asia: Nessuna partecipazione                                                                |
| Libano 2                          | LBN         | Fédération Libanaise de Football Association            | Mondiale: Nessuna partecipazione Coppa d'Asia: Primo turno 2000, 2019                                                                |
| Macao                             | MAC         | Associação de Futebol de Macau                          | Mondiale: Nessuna partecipazione Coppa d'Asia: Nessuna partecipazione                                                                |
| Malaysia                          | MAS         | Persatuan Bolasepak Malaysia                            | Mondiale: Nessuna partecipazione Coppa d'Asia: Primo turno 1976, 1980, 2007                                                          |
| Maldive                           | MDV         | Football Association of Maldives                        | Mondiale: Nessuna partecipazione Coppa d'Asia: Nessuna partecipazione                                                                |
| Mongolia                          | MGL         | Mongolian Football Federation                           | Mondiale: Nessuna partecipazione Coppa d'Asia: Nessuna partecipazione                                                                |
| Nepal                             | NEP         | All Nepal Football Association                          | Mondiale: Nessuna partecipazione Coppa d'Asia: Nessuna partecipazione                                                                |
| Oman 2                            | OMA         | Oman Football Association                               | Mondiale: Nessuna partecipazione Coppa d'Asia: Ottavi di finale 2019                                                                 |
| Pakistan                          | PAK         | Pakistan Football Federation                            | Mondiale: Nessuna partecipazione Coppa d'Asia: Nessuna partecipazione                                                                |
| Palestina 2                       | PLE         | Palestine Football Association                          | Mondiale: Nessuna partecipazione Coppa d'Asia: Primo turno 2015, 2019                                                                |
| Qatar 2                           | QAT         | Qatar Football Association                              | Mondiale: Esordiente 2022 Coppa d'Asia: Campione 2019 Copa América: Primo turno 2019                                                 |
| Singapore                         | SIN         | Football Association of Singapore                       | Mondiale: Nessuna partecipazione Coppa d'Asia: Primo turno 1984                                                                      |
| Sri Lanka                         | SRI         | Football Federation of Sri Lanka                        | Mondiale: Nessuna partecipazione Coppa d'Asia: Nessuna partecipazione                                                                |
| Siria 2                           | SYR         | Federation Arab Syrian for Football                     | Mondiale: Nessuna partecipazione Coppa d'Asia: Primo turno 1980, 1984, 1988, 1996, 2011, 2019                                        |
| Tagikistan                        | TJK         | Tajikistan Football Federation                          | Mondiale: Nessuna partecipazione Coppa d'Asia: Nessuna partecipazione                                                                |
| Taipei cinese 3                   | TPE         | Chinese Taipei Football Association                     | Mondiale: Nessuna partecipazione Coppa d'Asia: Terzo posto 1960                                                                      |
| Thailandia                        | THA         | Football Association of Thailand                        | Mondiale: Nessuna partecipazione Coppa d'Asia: Terzo posto 1972                                                                      |
| Timor Est                         | TLS         | Federação Futebol Timor-Leste                           | Mondiale: Nessuna partecipazione Coppa d'Asia: Nessuna partecipazione                                                                |
| Turkmenistan                      | TKM         | Türkmenistan Futbol Federasiýasy                        | Mondiale: Nessuna partecipazione Coppa d'Asia: Primo turno 2004, 2019                                                                |
| Uzbekistan                        | UZB         | Oʻzbekiston Futbol Federatsiyasi                        | Mondiale: Nessuna partecipazione Coppa d'Asia: Quarto posto 2011                                                                     |
| Vietnam                           | VIE         | Liên đoàn bóng đá Việt Nam                              | Mondiale: Nessuna partecipazione Coppa d'Asia: Quarti di finale 2007, 2019                                                           |
| Yemen 2                           | YEM         | Yemen Football Association                              | Mondiale: Nessuna partecipazione Coppa d'Asia: Primo turno 2004, 2019                                                                |

1. La federazione era in origine membro dell'OFC (1966–2006)
2. La federazione è membro dell'UAFA
3. La federazione era in origine membro dell'OFC (1975-1989)
4. La federazione è membro dell'AFC ma non della FIFA
5. La federazione era in origine membro dell'OFC (2005–2009)

### CAF ( Africa )
A causa delle dimensioni geografiche dell'Africa, il CAF è diviso in cinque federazioni regionali:
- Council for East and Central Africa Football Associances (CECAFA) - rappresenta le nazioni generalmente considerate come le regioni dell'Africa orientale e alcune nazioni dell'Africa centrale.
- Council of Southern Africa Football Associances (COSAFA) - rappresenta le nazioni generalmente considerate come formanti l'Africa meridionale, nonché gli stati insulari al largo delle coste dell'Africa meridionale.
- Unione del calcio dell'Africa occidentale / Union du Football de l'Ouest Afrique (WAFU / UFOA) - rappresenta le nazioni dell'Africa occidentale.
- Unione delle Federazioni nordafricane (UNAF) - rappresenta le nazioni considerate come costituenti il Nord Africa.
- Union des Fédérations du Football de l'Afrique Centrale (UNIFFAC) - rappresenta alcune delle nazioni che formano l'Africa centrale.

| Nazionale           | Codice FIFA | Federazione nazionale                                         | Risultati internazionali                                                                                      |
| ------------------- | ----------- | ------------------------------------------------------------- | --- |
| Algeria1            | ALG         | Fédération Algérienne de Football                             | Mondiale: Ottavi di finale 1982 Coppa d'Africa: Campione 1990, 2019                                           |
| Angola              | ANG         | Federação Angolana de Futebol                                 | Mondiale: Primo turno 2006 Coppa d'Africa: Quarti di finale 2008, 2010                                        |
| Benin               | BEN         | Fédération Béninoise de Football                              | Mondiale: Nessuna partecipazione Coppa d'Africa: Quarti di finale 2019                                        |
| Botswana            | BOT         | Botswana Football Association                                 | Mondiale: Nessuna partecipazione Coppa d'Africa: Primo turno 2012                                             |
| Burkina Faso        | BFA         | Fédération Burkinabé de Foot-Ball                             | Mondiale: Nessuna partecipazione Coppa d'Africa: Secondo posto 2013                                           |
| Burundi             | BDI         | Fédération de Football du Burundi                             | Mondiale: Nessuna partecipazione Coppa d'Africa: Primo turno 2019                                             |
| Camerun             | CMR         | Fédération Camerounaise de Football                           | Mondiale: Quarti di finale 1990 Coppa d'Africa: Campione 1984, 1988, 2000, 2002, 2017                         |
| Capo Verde          | CPV         | Federação Caboverdiana de Futebol                             | Mondiale: Nessuna partecipazione Coppa d'Africa: Quarti di finale 2013                                        |
| Ciad                | CHA         | Fédération Tchadienne de Football                             | Mondiale: Nessuna partecipazione Coppa d'Africa: Nessuna partecipazione                                       |
| Comore1             | COM         | Fédération Comorienne de Football                             | Mondiale: Nessuna partecipazione Coppa d'Africa: Nessuna partecipazione                                       |
| Costa d'Avorio      | CIV         | Fédération Ivoirienne de Football                             | Mondiale: Primo turno 2006, 2010, 2014 Coppa d'Africa: Campione 1992, 2015                                    |
| Egitto1             | EGY         | Egyptian Football Association                                 | Mondiale: Primo turno 1934, 1990, 2018 Coppa d'Africa: Campione 1957, 1959, 1986, 1998, 2006, 2008, 2010      |
| Eritrea             | ERI         | Eritrean National Football Federation                         | Mondiale: Nessuna partecipazione Coppa d'Africa: Nessuna partecipazione                                       |
| Etiopia             | ETH         | Ethiopian Football Federation                                 | Mondiale: Nessuna partecipazione Coppa d'Africa: Campione 1962                                                |
| Gabon               | GAB         | Fédération Gabonaise de Football                              | Mondiale: Nessuna partecipazione Coppa d'Africa: Quarti di finale 1996, 2012                                  |
| Gambia              | GAM         | Gambia Football Federation                                    | Mondiale: Nessuna partecipazione Coppa d'Africa: Quarti di finale 2021                                        |
| Ghana               | GHA         | Ghana Football Association                                    | Mondiale: Quarti di finale 2010 Coppa d'Africa: Campione 1963, 1965, 1978, 1982                               |
| Gibuti1             | DJI         | Fédération Djiboutienne de Football de Gibuti                 | Mondiale: Nessuna partecipazione Coppa d'Africa: Nessuna partecipazione                                       |
| Guinea              | GUI         | Fédération Guinéenne de Football                              | Mondiale: Nessuna partecipazione Coppa d'Africa: Secondo posto 1976                                           |
| Guinea Equatoriale  | EQG         | Federación Ecuatoguineana de Fútbol                           | Mondiale: Nessuna partecipazione Coppa d'Africa: Quarto posto 2015                                            |
| Guinea-Bissau       | GNB         | Federação de Futebol da Guiné-Bissau                          | Mondiale: Nessuna partecipazione Coppa d'Africa: Primo turno 2017, 2019                                       |
| Kenya               | KEN         | Football Kenya Federation                                     | Mondiale: Nessuna partecipazione Coppa d'Africa: Primo turno 1972, 1988, 1990, 1992, 2004, 2019               |
| Lesotho             | LES         | Lesotho Football Association                                  | Mondiale: Nessuna partecipazione Coppa d'Africa: Nessuna partecipazione                                       |
| Liberia             | LBR         | Liberia Football Association                                  | Mondiale: Nessuna partecipazione Coppa d'Africa: Primo turno 1996, 2002                                       |
| Libia1              | LBY         | Libyan Football Federation                                    | Mondiale: Nessuna partecipazione Coppa d'Africa: Secondo posto 1982                                           |
| Madagascar          | MAD         | Fédération Malagasy de Football                               | Mondiale: Nessuna partecipazione Coppa d'Africa: Quarti di finale 2019                                        |
| Malawi              | MWI         | Football Association of Malawi                                | Mondiale: Nessuna partecipazione Coppa d'Africa: Primo turno 1984, 2010                                       |
| Mali                | MLI         | Fédération Malienne de Football                               | Mondiale: Nessuna partecipazione Coppa d'Africa: Secondo posto 1972                                           |
| Marocco1            | MAR         | Fédération Royale Marocaine de Football                       | Mondiale: Quarto posto 2022 Coppa d'Africa: Campione 1976                                                     |
| Mauritania1         | MTN         | Fédération de Football de la Républic Islamique de Mauritanie | Mondiale: Nessuna partecipazione Coppa d'Africa: Primo turno 2019                                             |
| Mauritius           | MRI         | Mauritius Football Association                                | Mondiale: Nessuna partecipazione Coppa d'Africa: Primo turno 1974                                             |
| Mozambico           | MOZ         | Federação Moçambicana de Futebol                              | Mondiale: Nessuna partecipazione Coppa d'Africa: Primo turno 1996                                             |
| Namibia             | NAM         | Namibia Football Association                                  | Mondiale: Nessuna partecipazione Coppa d'Africa: Primo turno 1998, 2008, 2019                                 |
| Niger               | NIG         | Fédération Nigerienne de Football                             | Mondiale: Nessuna partecipazione Coppa d'Africa: Primo turno 2012, 2013                                       |
| Nigeria             | NGA         | Nigeria Football Association                                  | Mondiale: Ottavi di finale 1994, 1998, 2014 Coppa d'Africa: Campione 1980, 1994, 2013                         |
| RD del Congo        | COD         | Fédération Congolaise de Football-Association                 | Mondiale: Primo turno 1974 Coppa d'Africa: Campione 1968, 1974                                                |
| Rep. Centrafricana  | CTA         | Fédération Centrafricaine de Football                         | Mondiale: Nessuna partecipazione Coppa d'Africa: Nessuna partecipazione                                       |
| Rep. del Congo      | CGO         | Fédération Congolaise de Football                             | Mondiale: Nessuna partecipazione Coppa d'Africa: Campione 1972                                                |
| La Riunione2        | REU         | Ligue Réunionnaise de Football                                | Mondiale: Nessuna partecipazione Coppa d'Africa: Nessuna partecipazione                                       |
| Ruanda              | RWA         | Fédération Rwandaise de Football Amateur                      | Mondiale: Nessuna partecipazione Coppa d'Africa: Primo turno 2004                                             |
| São Tomé e Príncipe | STP         | Federação Santomense de Futebol                               | Mondiale: Nessuna partecipazione Coppa d'Africa: Nessuna partecipazione                                       |
| Senegal             | SEN         | Fédération Sénégalaise de Football                            | Mondiale: Quarti di finale 2002 Coppa d'Africa: Secondo posto 2002, 2019                                      |
| Seychelles          | SEY         | Seychelles Football Federation                                | Mondiale: Nessuna partecipazione Coppa d'Africa: Nessuna partecipazione                                       |
| Sierra Leone        | SLE         | Sierra Leone Football Association                             | Mondiale: Nessuna partecipazione Coppa d'Africa: Primo turno 1994, 1996                                       |
| Somalia1            | SOM         | Somali Football Federation                                    | Mondiale: Nessuna partecipazione Coppa d'Africa: Nessuna partecipazione                                       |
| Sudafrica           | RSA         | South African Football Association                            | Mondiale: Primo turno 1998, 2002, 2010 Coppa d'Africa: Campione 1996 CONCACAF Gold Cup: Quarti di finale 2005 |
| Sudan1              | SUD         | Sudan Football Association                                    | Mondiale: Nessuna partecipazione Coppa d'Africa: Campione 1970                                                |
| Sudan del Sud       | SSD         | South Sudan Football Association                              | Mondiale: Nessuna partecipazione Coppa d'Africa: Nessuna partecipazione                                       |
| eSwatini            | SWZ         | Eswatini Football Association                                 | Mondiale: Nessuna partecipazione Coppa d'Africa: Nessuna partecipazione                                       |
| Tanzania            | TAN         | Tanzania Football Association                                 | Mondiale: Nessuna partecipazione Coppa d'Africa: Primo turno 1980, 2019                                       |
| Togo                | TOG         | Fédération Togolaise de Football                              | Mondiale: Primo turno 2006 Coppa d'Africa: Quarti di finale 2013                                              |
| Tunisia1            | TUN         | Fédération Tunisienne de Football                             | Mondiale: Primo turno 1978, 1998, 2002, 2006, 2018, 2022 Coppa d'Africa: Campione 2004                        |
| Uganda              | UGA         | Federation of Uganda Football Associations                    | Mondiale: Nessuna partecipazione Coppa d'Africa: Secondo posto 1978                                           |
| Zambia              | ZAM         | Football Association of Zambia                                | Mondiale: Nessuna partecipazione Coppa d'Africa: Campione 2012                                                |
| Zanzibar2,3         | ZAN         | Zanzibar Football Association                                 | Mondiale: Nessuna partecipazione Coppa d'Africa: Nessuna partecipazione                                       |
| Zimbabwe            | ZIM         | Zimbabwe Football Association                                 | Mondiale: Nessuna partecipazione Coppa d'Africa: Primo turno 2004, 2006, 2017 2019                            |

1. Membro della UAFA
2. Membro della CAF ma non della FIFA
3. Membro della ConIFA

### CONCACAF (Nord America, America Centrale e Caraibi )
La federazione CONCACAF è divisa in tre federazioni regionali che hanno la responsabilità di parte dell'area geografica:
- Caribbean Football Union (CFU) - rappresenta tutte le nazioni dei Caraibi, oltre alle Bermuda e tre nazioni del Sud America .[6]
- North American Football Union (NAFU) - rappresenta le squadre di Canada, Messico e Stati Uniti.
- Union Centroamericana de Fútbol (UNCAF) - rappresenta le sette nazioni dell'America centrale.

| Nazionale                 | Codice FIFA | Federazione nazionale                                | Risultati internazionali |
| ------------------------- | ----------- | ---------------------------------------------------- | --- |
| Anguilla                  | AIA         | Anguilla Football Association                        | Mondiale: Nessuna partecipazione CONCACAF Gold Cup: Nessuna partecipazione                                                                                                |
| Antigua e Barbuda         | ATG         | Antigua and Barbuda Football Association             | Mondiale: Nessuna partecipazione CONCACAF Gold Cup: Nessuna partecipazione                                                                                                |
| Aruba                     | ARU         | Arubaanse Voetbal Bond                               | Mondiale: Nessuna partecipazione CONCACAF Gold Cup: Nessuna partecipazione                                                                                                |
| Bahamas                   | BAH         | Bahamas Football Association                         | Mondiale: Nessuna partecipazione CONCACAF Gold Cup: Nessuna partecipazione                                                                                                |
| Barbados                  | BRB         | Barbados Football Association                        | Mondiale: Nessuna partecipazione CONCACAF Gold Cup: Nessuna partecipazione                                                                                                |
| Belize                    | BLZ         | Football Federation of Belize                        | Mondiale: Nessuna partecipazione CONCACAF Gold Cup: Primo turno 2013 |
| Bermuda                   | BER         | Bermuda Football Association                         | Mondiale: Nessuna partecipazione CONCACAF Gold Cup: Primo turno 2019 |
| Bonaire1                  | BON         | Federashon Futbòl Bonairiano                         | Mondiale: Nessuna partecipazione CONCACAF Gold Cup: Nessuna partecipazione                                                                                                |
| Canada                    | CAN         | Canadian Soccer Association                          | Mondiale: Primo turno 1986, 2022 CONCACAF Gold Cup: Campione 1985, 2000                                                                                                   |
| Costa Rica                | CRC         | Federación Costarricense de Fútbol                   | Mondiale: Quarti di finale 2014 CONCACAF Gold Cup: Campione 1963, 1969, 1989 Copa América: Quarti di finale 2001, 2004                                                    |
| Cuba                      | CUB         | Asociación de Fútbol de Cuba                         | Mondiale: Quarti di finale 1938 CONCACAF Gold Cup: Quarto posto 1971 |
| Curaçao                   | CUW         | Federashon Futbol Korsou                             | Mondiale: Nessuna partecipazione CONCACAF Gold Cup: Quarti di finale 2019                                                                                                 |
| Dominica                  | DMA         | Dominica Football Association                        | Mondiale: Nessuna partecipazione CONCACAF Gold Cup: Nessuna partecipazione                                                                                                |
| El Salvador               | SLV         | Federación Salvadoreña de Fútbol                     | Mondiale: Primo turno 1970, 1982 CONCACAF Gold Cup: Secondo posto 1963, 1981                                                                                              |
| Giamaica                  | JAM         | Jamaica Football Federation                          | Mondiale: Primo turno 1998 CONCACAF Gold Cup: Secondo posto 2015, 2017 Copa América: Primo turno 2015, 2016                                                               |
| Grenada                   | GRN         | Grenada Football Association                         | Mondiale: Nessuna partecipazione CONCACAF Gold Cup: Primo turno 2009, 2011                                                                                                |
| Guadalupa1                | GLP         | Ligue Guadeloupéenne de Football                     | Mondiale: Nessuna partecipazione CONCACAF Gold Cup: Semifinale 2007 |
| Guatemala                 | GUA         | Federación Nacional de Fútbol de Guatemala           | Mondiale: Nessuna partecipazione CONCACAF Gold Cup: Campione 1967 |
| Guyana                    | GUY         | Guyana Football Federation                           | Mondiale: Nessuna partecipazione CONCACAF Gold Cup: Primo turno 2019 |
| Guyana francese1          | GYF         | Ligue de Football de Guyane                          | Mondiale: Nessuna partecipazione CONCACAF Gold Cup: Primo turno 2017 |
| Haiti                     | HAI         | Fédération Haïtienne de Football                     | Mondiale: Primo turno 1974 CONCACAF Gold Cup: Campione 1973 Copa América: Primo turno 2016                                                                                |
| Honduras                  | HON         | Federación Nacional Autónoma de Fútbol de Honduras   | Mondiale: Primo turno 1982, 2010, 2014 CONCACAF Gold Cup: Campione 1981 Copa América: Terzo posto 2001                                                                    |
| Isole Cayman              | CAY         | Cayman Islands Football Association                  | Mondiale: Nessuna partecipazione CONCACAF Gold Cup: Nessuna partecipazione                                                                                                |
| Isole Vergini Americane   | VIR         | U.S. Virgin Islands Soccer Federation                | Mondiale: Nessuna partecipazione CONCACAF Gold Cup: Nessuna partecipazione                                                                                                |
| Isole Vergini Britanniche | VGB         | British Virgin Islands Football Association          | Mondiale: Nessuna partecipazione CONCACAF Gold Cup: Nessuna partecipazione                                                                                                |
| Martinica1                | MTQ         | Ligue de football de la Martinique                   | Mondiale: Nessuna partecipazione CONCACAF Gold Cup: Quarti di finale 2002                                                                                                 |
| Messico                   | MEX         | Federación Mexicana de Fútbol Asociación             | Mondiale: Quarti di finale 1970, 1986 CONCACAF Gold Cup: Campione 1965, 1971, 1977, 1993, 1996, 1998, 2003, 2009, 2011, 2015, 2019 Copa América: Secondo posto 1993, 2001 |
| Montserrat                | MSR         | Montserrat Football Association                      | Mondiale: Nessuna partecipazione CONCACAF Gold Cup: Nessuna partecipazione                                                                                                |
| Nicaragua                 | NCA         | Federación Nicaragüense de Fútbol                    | Mondiale: Nessuna partecipazione CONCACAF Gold Cup: Sesto posto 1967 |
| Panama                    | PAN         | Federación Panameña de Fútbol                        | Mondiale: Primo turno 2018 CONCACAF Gold Cup: Secondo posto 2005, 2013 Copa América: Primo turno 2016                                                                     |
| Porto Rico                | PUR         | Federación Puertorriqueña de Fútbol                  | Mondiale: Nessuna partecipazione CONCACAF Gold Cup: Nessuna partecipazione                                                                                                |
| Rep. Dominicana           | DOM         | Federación Dominicana de Fútbol                      | Mondiale: Nessuna partecipazione CONCACAF Gold Cup: Nessuna partecipazione                                                                                                |
| Saint Kitts e Nevis       | SKN         | St. Kitts and Nevis Football Association             | Mondiale: Nessuna partecipazione CONCACAF Gold Cup: Nessuna partecipazione                                                                                                |
| Saint Lucia               | LCA         | Saint Lucia Football Association                     | Mondiale: Nessuna partecipazione CONCACAF Gold Cup: Nessuna partecipazione                                                                                                |
| Saint-Martin1             | SMT         | Comité de Football des Îles du Nord                  | Mondiale: Nessuna partecipazione CONCACAF Gold Cup: Nessuna partecipazione                                                                                                |
| Saint Vincent e Grenadine | VIN         | Saint Vincent and the Grenadines Football Federation | Mondiale: Nessuna partecipazione CONCACAF Gold Cup: Primo turno 1996 |
| Sint Maarten1             | SXM         | Sint Maarten Soccer Association                      | Mondiale: Nessuna partecipazione CONCACAF Gold Cup: Nessuna partecipazione                                                                                                |
| Suriname                  | SUR         | Surinaamse Voetbal Bond                              | Mondiale: Nessuna partecipazione CONCACAF Gold Cup: Sesto posto 1977 |
| Trinidad e Tobago         | TRI         | Trinidad and Tobago Football Association             | Mondiale: Primo turno 2006 CONCACAF Gold Cup: Secondo posto 1973 |
| Turks e Caicos            | TCA         | Turks and Caicos Islands Football Association        | Mondiale: Nessuna partecipazione CONCACAF Gold Cup: Nessuna partecipazione                                                                                                |
| Stati Uniti               | USA         | United States Soccer Federation                      | Mondiale: Terzo posto 1930 CONCACAF Gold Cup: Campione 1991, 2002, 2005, 2007, 2013, 2017 Copa América: Quarto posto 1995, 2016                                           |

1. La federazine è membro della CONCACAF ma non della FIFA

### CONMEBOL ( Sud America )
| Nazionale | Codice FIFA | Federazione nazionale              | Risultati internazionali |
| --------- | ----------- | ---------------------------------- | --- |
| Argentina | ARG         | Asociación del Fútbol Argentino    | Mondiale: Campione 1978, 1986, 2022 Copa America: Campione 1921, 1925, 1927, 1929, 1937, 1941, 1945, 1946, 1947, 1955, 1957, 1959, 1991, 1993, 2021                     |
| Bolivia   | BOL         | Federación Boliviana de Fútbol     | Mondiale: Primo turno 1930, 1950, 1994 Copa America: Campione 1963 |
| Brasile   | BRA         | Confederação Brasileira de Futebol | Mondiale: Campione 1958, 1962, 1970, 1994, 2002 Copa America: Campione 1919, 1922, 1949, 1989, 1997, 1999, 2004, 2007, 2019 CONCACAF Gold Cup: Secondo posto 1996, 2003 |
| Cile      | CHI         | Federación de Fútbol de Chile      | Mondiale: Terzo posto 1962 Copa America: Campione 2015, 2016, |
| Colombia  | COL         | Federación Colombiana de Fútbol    | Mondiale: Quarti di finale 2014 Copa America: Campione 2001 CONCACAF Gold Cup: Secondo posto 2000                                                                       |
| Ecuador   | ECU         | Federación Ecuatoriana de Fútbol   | Mondiale: Ottavi di finale 2006 Copa America: Quarto posto 1959, 1993 CONCACAF Gold Cup: Primo turno 2002                                                               |
| Paraguay  | PAR         | Asociación Paraguaya de Fútbol     | Mondiale: Quarti di finale 2010 Copa America: Campione 1953, 1979 |
| Perù      | TPER        | Federación Peruana de Fútbol       | Mondiale: Quarti di finale 1970, 1978 Copa America: Campione 1939, 1975                                                                                                 |
| Uruguay   | URU         | Asociación Uruguaya de Fútbol      | Mondiale: Campione 1930, 1950 Copa America: Campione 1916, 1917, 1920, 1923, 1924, 1926, 1935, 1942, 1956, 1959, 1967, 1983, 1987, 1995, 2011                           |
| Venezuela | VEN         | Federación Venezolana de Fútbol    | Mondiale: Nessuna Partecipazione Copa America: Quarto posto 2011 |

### OFC ( Oceania )
| Nazionale          | Codice FIFA | Federazione nazionale                      | Risultati internazionali                                                                |
| ------------------ | ----------- | ------------------------------------------ | --------------------------------------------------------------------------------------- |
| Figi               | FIJ         | Fiji Football Association                  | Mondiali: Nessuna Partecipazione Coppa d'Oceania: Terzo posto 1998, 2008                |
| Isole Cook         | COK         | Cook Islands Football Association          | Mondiali: Nessuna Partecipazione Coppa d'Oceania: Primo turno 1998, 2000                |
| Isole Salomone     | SOL         | Solomon Islands Football Federation        | Mondiali: Nessuna Partecipazione Coppa d'Oceania: Secondo posto 2004                    |
| Kiribati1,2        | KIR         | Kiribati Islands Football Association      | Mondiali: Nessuna Partecipazione Coppa d'Oceania: Nessuna Partecipazione                |
| Niue1              | NIU         | Niue Island Soccer Association             | Mondiali: Nessuna Partecipazione Coppa d'Oceania: Nessuna Partecipazione                |
| Nuova Caledonia    | NCL         | Fédération Calédonienne de Football        | Mondiali: Nessuna Partecipazione Coppa d'Oceania: Secondo posto 2008, 2012              |
| Nuova Zelanda3     | NZL         | Federazione calcistica della Nuova Zelanda | Mondiali: Primo turno 1982, 2010 Coppa d'Oceania: Campione 1973, 1998, 2002, 2008, 2016 |
| Papua Nuova Guinea | PNG         | Papua New Guinea Football Association      | Mondiali: Nessuna Partecipazione Coppa d'Oceania: Secondo posto 2016                    |
| Samoa Americane    | ASA         | Football Federation American Samoa         | Mondiali: Nessuna Partecipazione Coppa d'Oceania: Nessuna Partecipazione                |
| Samoa              | SAM         | Football Federation Samoa                  | Mondiali: Nessuna Partecipazione Coppa d'Oceania: Primo turno 2012, 2016                |
| Tahiti             | TAH         | Fédération Tahitienne de Football          | Mondiali: Nessuna Partecipazione Coppa d'Oceania: Campione 2012                         |
| Tonga              | TGA         | Tonga Football Association                 | Mondiali: Nessuna Partecipazione Coppa d'Oceania: Nessuna Partecipazione                |
| Tuvalu1,2          | TUV         | Tuvalu National Football Association       | Mondiali: Nessuna Partecipazione Coppa d'Oceania: Nessuna Partecipazione                |
| Vanuatu            | VAN         | Vanuatu Football Federation                | Mondiali: Nessuna Partecipazione Coppa d'Oceania: Quarto posto 1973, 2000, 2002, 2008   |

1. La federazione è membro dell'OFC ma non della FIFA
2. La federazione è membro della ConIFA
3. La federazione era originariamente membro dell'AFC (1964–1966)

### UEFA ( Europa )
| Nazionale            | Codice FIFA | Federazione nazionale                                                                       | Risultati internazionali                                                                                          |
| -------------------- | ----------- | ------------------------------------------------------------------------------------------- | --- |
| Albania              | ALB         | Federata Shqiptare e Futbollit                                                              | Mondiale: Nessuna Partecipazione Europeo: Primo turno 2016                                                        |
| Andorra              | AND         | Federació Andorrana de Futbol                                                               | Mondiale: Nessuna Partecipazione Europeo: Nessuna Partecipazione                                                  |
| Armenia              | ARM         | Football Federation of Armenia / Hayastani fowtboli federac'ia                              | Mondiale: Nessuna Partecipazione Europeo: Nessuna Partecipazione                                                  |
| Austria              | AUT         | Österreichischer Fußball-Bund                                                               | Mondiale: Terzo posto 1954 Europeo: Ottavi di finale 2020                                                         |
| Azerbaigian          | AZE         | Azərbaycan Futbol Federasiyaları Assosiasiyası                                              | Mondiale: Nessuna Partecipazione Europeo: Nessuna Partecipazione                                                  |
| Belgio               | BEL         | Union Royale Belge des Sociétés de Football Association / Koninklijke Belgische Voetbalbond | Mondiale: Terzo posto 2018 Europeo: Secondo posto 1980                                                            |
| Bielorussia          | BLR         | Beloruskaja Fedėracyja Futbola                                                              | Mondiale: Nessuna Partecipazione Europeo: Nessuna Partecipazione                                                  |
| Bosnia ed Erzegovina | BIH         | Fudbalski Savez Bosne i Hercegovine                                                         | Mondiale: Primo turno 2014 Europeo: Nessuna Partecipazione                                                        |
| Bulgaria             | BUL         | Bǎlgarski Futbolen Sǎjuz                                                                    | Mondiale: Quarto posto 1994 Europeo: Primo turno 1996, 2004                                                       |
| Cipro                | CYP         | Kypriaki Omospondia Podosfairoy                                                             | Mondiale: Nessuna Partecipazione Europeo: Nessuna Partecipazione                                                  |
| Croazia              | CRO         | Hrvatski Nogometni Savez                                                                    | Mondiale: Secondo posto 2018 Europeo: Quarti di finale 1996, 2008                                                 |
| Danimarca            | DEN         | Dansk Boldspil Union                                                                        | Mondiale: Quarti di finale 1998 Europeo: Campione 1992                                                            |
| Estonia              | EST         | Eesti Jalgpalli Liit                                                                        | Mondiale: Nessuna Partecipazione Europeo: Nessuna Partecipazione                                                  |
| Fær Øer              | FRO         | Fótbóltssamband Føroya                                                                      | Mondiale: Nessuna Partecipazione Europeo: Nessuna Partecipazione                                                  |
| Finlandia            | FIN         | Suomen Palloliitto / Finlands Bollförbund                                                   | Mondiale: Nessuna Partecipazione Europeo: Primo turno 2020                                                        |
| Francia              | FRA         | Fédération française de football                                                            | Mondiale: Campione 1998, 2018 Europeo: Campione 1984, 2000                                                        |
| Galles               | WAL         | Football Association of Wales                                                               | Mondiale: Quarti di finale 1958 Europeo: Semifinale 2016                                                          |
| Georgia              | GEO         | Sakartvelos Pekhburtis Pederatsis                                                           | Mondiale: Nessuna Partecipazione Europeo: Nessuna Partecipazione                                                  |
| Germania             | GER         | Deutscher Fußball-Bund                                                                      | Mondiale: Campione 1954, 1974, 1990, 2014 Europeo: Campione 1972, 1980, 1996                                      |
| Gibilterra           | GIB         | Gibraltar Football Association                                                              | Mondiale: Nessuna Partecipazione Europeo: Nessuna Partecipazione                                                  |
| Grecia               | GRE         | Elinikì Podosferikì Omospondìa                                                              | Mondiale: Ottavi di finale 2014 Europeo: Campione 2004                                                            |
| Inghilterra          | ENG         | Football Association                                                                        | Mondiale: Campione 1966 Europeo: Secondo posto 2020                                                               |
| Irlanda del Nord     | NIR         | Irish Football Association                                                                  | Mondiale: Quarti di finale 1958 Europeo: Ottavi di finale 2016                                                    |
| Irlanda              | IRL         | Football Association of Ireland                                                             | Mondiale: Quarti di finale 1990 Europeo: Ottavi di finale 2016                                                    |
| Islanda              | ISL         | Knattspyrnusamband Íslands                                                                  | Mondiale: Primo turno 2018 Europeo: Quarti di finale 2016                                                         |
| Israele1             | ISR         | HaHitakhdut leKaduregel beYisrael                                                           | Mondiale: Primo turno 1970 Europeo: Nessuna Partecipazione Coppa d'Asia: Campione 1964                            |
| Italia               | ITA         | Federazione Italiana Giuoco Calcio                                                          | Mondiale: Campione 1934, 1938, 1982, 2006 Europeo: Campione 1968, 2020                                            |
| Kazakistan2          | KAZ         | Qazaqstannıñ fwtbol federacïyası                                                            | Mondiale: Nessuna Partecipazione Europeo: Nessuna Partecipazione Coppa d'Asia: Nessuna Partecipazione             |
| Kosovo               | KVX         | Federata e Futbollit e Kosovës                                                              | Mondiale: Nessuna Partecipazione Europeo: Nessuna Partecipazione                                                  |
| Lettonia             | LVA         | Latvijas Futbola federācija                                                                 | Mondiale: Nessuna Partecipazione Europeo: Primo turno 2004                                                        |
| Liechtenstein        | LIE         | Liechtensteiner Fussballverband                                                             | Mondiale: Nessuna Partecipazione Europeo: Nessuna Partecipazione                                                  |
| Lituania             | LTU         | Lietuvos futbolo federacija                                                                 | Mondiale: Nessuna Partecipazione Europeo: Nessuna Partecipazione                                                  |
| Lussemburgo          | LUX         | Fédératioun vun Lëtzebuerger Foussball                                                      | Mondiale: Nessuna Partecipazione Europeo: Nessuna Partecipazione                                                  |
| Macedonia del Nord   | MKD         | Fudbalska Federacija na Makedonija                                                          | Mondiale: Nessuna Partecipazione Europeo: Primo turno 2020                                                        |
| Malta                | MLT         | Federazzjoni tal-futbol ta' Malta                                                           | Mondiale: Nessuna Partecipazione Europeo: Nessuna Partecipazione                                                  |
| Moldavia             | MDA         | Federația Moldovenească de Fotbal                                                           | Mondiale: Nessuna Partecipazione Europeo: Nessuna Partecipazione                                                  |
| Montenegro           | MNE         | Fudbalski Savez Crne Gore                                                                   | Mondiale: Nessuna Partecipazione Europeo: Nessuna Partecipazione                                                  |
| Norvegia             | NOR         | Norges Fotballforbund                                                                       | Mondiale: Ottavi di finale 1938, 1998 Europeo: Primo turno 2000                                                   |
| Paesi Bassi          | NED         | Koninklijke Nederlandse Voetbal Bond                                                        | Mondiale: Secondo posto 1974, 1978, 2010 Europeo: Campione 1988                                                   |
| Polonia              | POL         | Polski Związek Piłki Nożnej                                                                 | Mondiale: Terzo posto 1974, 1982 Europeo: Quarti di finale 2016                                                   |
| Portogallo           | POR         | Federação Portuguesa de Futebol                                                             | Mondiale: Terzo posto 1966 Europeo: Campione 2016                                                                 |
| Rep. Ceca            | CZE         | Fotbalová asociace České republiky                                                          | Mondiale: Secondo posto 1934, 1962 Europeo: Campioni 1976, Secondo Posto 1996                                     |
| Romania              | ROU         | Federaţia Română de Fotbal                                                                  | Mondiale: Quarti di finale 1994 Europeo: Quarti di finale 2000                                                    |
| Russia               | RUS         | Rossijskij Futbol'nyj Sojuz                                                                 | Mondiale: Quarto posto 1994, quarti di finale 2018 Europeo: Campione 1960, Semifinale 2008                        |
| San Marino           | SMR         | Federazione Sammarinese Giuoco Calcio                                                       | Mondiale: Nessuna Partecipazione Europeo: Nessuna Partecipazione                                                  |
| Scozia               | SCO         | Scottish Football Association                                                               | Mondiale: Primo turno 1954, 1958, 1974, 1978, 1982, 1986, 1990, 1998 Europeo: Primo turno 1992, 1996, 2020        |
| Serbia               | SRB         | Fudbalski savez Srbije                                                                      | Mondiale: Quarto posto 1930, 1962, ottavi di finale 1998 Europeo: Secondo posto 1960, 1968, quarti di finale 2000 |
| Slovacchia           | SVK         | Slovenský futbalový zväz                                                                    | Mondiale: Ottavi di finale 2010 Europeo: Ottavi di finale 2016                                                    |
| Slovenia             | SVN         | Nogometna Zveza Slovenije                                                                   | Mondiale: Primo turno 2002, 2010 Europeo: Primo turno 2000                                                        |
| Spagna               | ESP         | Real Federación Española de Fútbol                                                          | Mondiale: Campione 2010 Europeo: Campione 1964, 2008, 2012                                                        |
| Svezia               | SWE         | Svenska Fotbollförbundet                                                                    | Mondiale: Secondo Posto 1958 Europeo: Semifinale 1992                                                             |
| Svizzera             | SUI         | Associazione Svizzera di Football                                                           | Mondiale: Quarti di finale 1934, 1938, 1954 Europeo: Quarti di finale 2020                                        |
| Turchia              | TUR         | Türkiye Futbol Federasyonu                                                                  | Mondiale: Terzo posto 2002 Europeo: Semifinale 2008                                                               |
| Ucraina              | UKR         | Federacija Futbolu Ukrajiny                                                                 | Mondiale: Quarti di finale 2006 Europeo: Quarti di finale 2020                                                    |
| Ungheria             | HUN         | Magyar Labdarúgó Szövetség                                                                  | Mondiale: Secondo posto 1938, 1954 Europeo: Terzo posto 1964                                                      |

1. La federazione era originariamente membro dell'AFC (1954–1974), si è unita all'UEFA nel 1994
2. La federazione era originariamente membro dell'AFC (1993–2002)

## Nazionali non affiliate alle confederazioni FIFA
Le nazionali incluse in questa sezione non sono membri della FIFA o di nessuna delle sue confederazioni continentali affiliate. Le squadre non possono partecipare alla Coppa del Mondo FIFA o ai campionati di confederazione continentale. Lo statuto della FIFA non consente alle squadre associate di competere contro queste squadre senza il previo consenso della FIFA. Diverse associazioni nazionali per le squadre incluse in questa sezione sono membri della ConIFA; questi sono indicati negli elenchi di seguito.
Questa sezione elenca:
- 5 squadre che rappresentano stati sovrani membri o osservatori delle Nazioni Unite.
- 7 squadre che rappresentano stati che non sono membri delle Nazioni Unite.

### Stati delle Nazioni Unite non affiliati
Esistono sette Stati membri e osservatori delle Nazioni Unite che non sono membri della FIFA o di nessuna delle sue confederazioni continentali affiliate. Cinque di loro, tuttavia, hanno schierato squadre organizzate dalle associazioni nazionali in partite amichevoli non ufficiali, tornei regionali (come i Giochi del Pacifico o Micronesiani) o in tornei globali tenuti fuori dagli auspici della FIFA . Queste squadre sono elencate di seguito.
- Regno Unito1
- Micronesia2
- Monaco3
- Palau4
- Città del Vaticano

1. Le squadre di calcio nazionali senior che rappresentano il Regno Unito hanno giocato solo partite amichevoli non ufficiali (di solito sotto il nome di "Gran Bretagna", anche se ci sono state anche squadre rappresentative "Resto del Regno Unito"). Altrimenti, il Regno Unito è rappresentato nel calcio organizzato dalla FIFA e dalla UEFA dalle squadre dei suoi paesi costituenti : Inghilterra, Irlanda del Nord, Scozia e Galles (queste squadre sono elencate nella sottosezione UEFA sopra). Le squadre che rappresentano l'intero Regno Unito hanno anche partecipato alle Olimpiadi estive e partecipano regolarmente alle Universiadi estive. Vedi anche le squadre di calcio nazionali del Regno Unito.
2. Nome ufficiale utilizzato dal Pacific Games Council per la Micronesia .[12]
3. l'organo di governo nazionale è membro della ConIFA.
4. Elencato come membro associato dell'OFC nel 2002 e di nuovo nel 2006.Non è chiaro se Palau sia ancora associato alla confederazione.[13]

Altri due stati membri delle Nazioni Unite ( Isole Marshall e Nauru ) non hanno mai schierato una squadra di calcio organizzata da un'associazione nazionale, anche se è stato riferito che squadre di calcio amatoriali che affermano di rappresentare quest'ultima abbiano partecipato a partite amichevoli locali in almeno due occasioni.

### Stati non ONU non affiliati
Tre stati con limitato riconoscimento internazionale e due stati associati senza appartenenza all'ONU sono membri sia della FIFA che di una confederazione affiliata e sono quindi elencati sopra: la Repubblica di Cina (come Taipei cinese), le Isole Cook, il Kosovo e Niue
Vi sono altri sette stati sovrani di fatto o parzialmente riconosciuti con squadre di calcio, nessuno dei quali è membro della FIFA o di una delle sue confederazioni continentali affiliate. Nonostante ciò, tutti questi stati hanno schierato squadre nazionali in tornei di calcio non FIFA o partite amichevoli non annullate. Le associazioni nazionali che rappresentano tutte queste squadre sono membri della ConIFA.
- Abcasia
- Artsakh1
- Cipro del Nord2
- RP di Lugansk
- RP di Doneck
- Somaliland
- Ossezia del Sud
- Transnistria3
- Sahara Occidentale

1. A partire da settembre 2019, le classifiche mondiali ConIFA designano la squadra che rappresenta la Repubblica di Artsakh con il suo nome precedente, Nagorno Karabakh .[21] Il team ha partecipato alla Conifa European Cup 2019 come Artsakh.[22]
2. Oltre a giocare nei tornei di calcio non FIFA e nelle partite non ufficiali contro le nazioni affiliate alla FIFA, Cipro del Nord ha partecipato alla competizione calcistica dei Giochi islamici del 1980.
3. La squadra nazionale della Transnistria, mentre è membro della ConIFA,[23] finora ha giocato solo contro squadre di club.

### Altri

#### Criteri di adesione della FIFA e delle confederazioni affiliate
Storicamente, la maggior parte dei membri della FIFA e delle confederazioni sono stati sovrani con ampio riconoscimento diplomatico. Eccezioni a questa regola includono le Nazioni Unite britanniche (a causa del loro ruolo fondamentale nello sviluppo del calcio), la Repubblica di Cina (che non gode di un ampio riconoscimento ma è ancora accettata come rappresentante dell'area di Taiwan ) e alcuni territori dipendenti, aree autonome e protettorati che, sulla base della loro autonomia politica, stato separato, o la distanza dal loro stato di appartenenza, sono stati autorizzati ad aderire alla FIFA o ad una delle sue confederazioni affiliate. Attualmente, i membri della FIFA comprendono 23 territori subnazionali e dipendenti, nonché due stati con un limitato riconoscimento internazionale .
Altri dieci territori oltremare, dipendenti e autonomi con stretti legami con uno stato sovrano non fanno parte della FIFA, ma sono membri di una delle sue confederazioni affiliate.
Nel 2016 la FIFA ha apportato modifiche ai suoi statuti per definire "paese" come "uno stato indipendente riconosciuto dalla comunità internazionale". Lo statuto specifica inoltre che una regione non indipendente può diventare membro con l'autorizzazione dell'associazione nazionale del paese in cui è situata. Nel 2011, la UEFA aveva già modificato i suoi statuti in modo che solo i paesi riconosciuti come stati indipendenti dalle Nazioni Unite potessero aderire all'organizzazione. Tuttavia, le associazioni del Kosovo (uno stato con un riconoscimento limitato la cui sovranità è contestata dalla Serbia) e Gibilterra (un territorio dipendente britannico rivendicato dalla Spagna ), nessuna delle quali hanno un'adesione all'ONU separata, sono state accettate sia in FIFA che in UEFA nel 2016. Al contrario, l'applicazione della dipendenza dalla corona britannica di Jersey per l'adesione alla UEFA è stata respinta nel 2018, poiché non è un paese sovrano come definito dalle Nazioni Unite.
Oltre a questo elenco, sono state formate varie altre squadre nazionali, separatiste, subnazionali, etniche e di diaspora; queste squadre spesso giocano in tornei internazionali l'una contro l'altra e in alcuni casi in partite amichevoli non autorizzate contro i membri della FIFA. La Confederazione delle Associazioni di calcio indipendenti (ConIFA), è stata fondata con l'obiettivo di regolarizzare il calcio internazionale non FIFA, avendo un ciclo di tornei internazionali di due anni, con la Coppa del mondo di calcio ConIFA in anni pari e tornei continentali in dispari- anni numerati. Ciò ha sviluppato il lavoro dell'ormai defunto NF-Board (Nouvelle Fédération-Board), fondato nel 2001. La ConIFA mira ad aiutare le squadre nazionali non riconosciute a ottenere il riconoscimento, ma anche a fornire una piattaforma per squadre rappresentative di regioni o diaspore, che non hanno un posto in un sistema di calcio internazionale basato su stati nazionali. In alcuni casi, la partecipazione al calcio non FIFA è stata un primo passo per le squadre che in seguito hanno cercato (e in alcuni casi, ottenuto) il diritto di giocare in partite sanzionate dalla FIFA o da una delle sue confederazioni continentali affiliate. Ad esempio, le Isole Faroe, Gibilterra e il Kosovo hanno partecipato a tornei di calcio non FIFA prima di partecipare a partite sanzionate dalla FIFA e dalla UEFA.

## Ex squadre di calcio nazionali
Queste squadre nazionali non esistono più a causa dello scioglimento della nazione o del territorio che hanno rappresentato. Di seguito sono elencate solo le squadre nazionali che un tempo erano membri della FIFA.
| Nazionale estinta                 | Nazionale erede di storia e titoli | Altre nazionali nate                                                                                                | Note |
| --------------------------------- | ---------------------------------- | --- | --- |
| Cecoslovacchia                    | Rep. Ceca                          | Slovacchia | Rappresentativa della Cecoslovacchia fino alla sua dissoluzione nel 1993. La nazionale ha continuato ad esistere come Rappresentativa di cechi e slovacchi per portare a termine le qualificazioni al campionato mondiale di calcio del 1994, che non riuscirono a superare. |
| Saar                              |                                    | Germania Ovest | Rappresentativa del Protettorato della Saar nel periodo 1950-1956, prima della sua annessione alla Repubblica Federale di Germania. |
| Germania Ovest                    | Germania                           | | Rappresentativa della Repubblica Federale di Germania nel periodo 1950-1990, prima della riunificazione con la Repubblica Democratica Tedesca. È considerata la continuatrice dei risultati ottenuti fino al 1942. |
| Germania Est                      |                                    | Germania | Rappresentativa della Repubblica Democratica Tedesca nel periodo 1952-1990, prima della riunificazione con la Repubblica Federale di Germania. |
| Irlanda                           | Irlanda del Nord                   | Irlanda | Rappresentativa dell'Irlanda dal 1882. Dal 1922, anno di nascita dello Stato Libero d'Irlanda, successivamente Repubblica d'Irlanda, fino al 1953, l'Irlanda del Nord continuò a selezionare calciatori da tutta l'isola, finché non fu costretta sotto pressione della FIFA selezionarne solo dall'interno della propria area politica. |
| Malaya                            | Malaysia                           | | Rappresentativa della Federazione della Malesia dal 1952 fino alla sua unione con la Colonia della Corona di Sarawak, Borneo del Nord e Singapore nella Malaysia nel 1963. Singapore, che ha riguadagnato l'indipendenza ne 1965, ha mantenuto la sua nazionale. |
| Tanganica                         | Tanzania                           | | Rappresentativa della Tanganica fino alla sua unione con Zanzibar nella Tanzania nel 1964. Zanzibar è un membro associato alla CAF e non alla FIFA. |
| Mandato di Palestina              | Israele                            | Palestina | Rappresentativa del Mandato britannico della Palestina dal 1934 al 1948, anno di nascita dello Stato d'Israele. Una squadra rappresentante i Territori palestinesi è nata nel 1953 e si è affiliata alla FIFA nel 1998. |
| Vietnam del Sud                   | Vietnam                            | | Rappresentativa del Vietnam del Sud dal 1949 al 1975. Il Vietnam del Sud e il Vietnam del Nord hanno mantenuto nazionali separate dal 1954 al 1975. La nazionale vietnamita è ritenuta continuatrice di storia e titoli di quella del Vietnam del Sud in quanto il nord non era affiliato alla FIFA. |
| Yemen del Nord                    | Yemen                              | | Rappresentativa dello Yemen del Nord dal 1965 fino all'unione con lo Yemen del Sud nel 1990. |
| Yemen del Sud                     |                                    | Yemen | Rappresentativa dello Yemen del Sud dal 1965 fino all'unione con lo Yemen del Nord nel 1990. |
| Rep. Araba Unita                  | Egitto                             | Siria | Rappresentativa della Repubblica Araba Unita dal 1958 al 1961, anno della secessione della Siria. La nazionale egiziana è ritenuta continuatrice di quella egiziana precedente, benché abbia mantenuto il nome di Repubblica Araba unita fino al 1970. |
| Unione Sovietica                  | Comunità degli Stati Indipendenti  | Estonia Lettonia Lituania                                                                                           | Rappresentativa dell'Unione Sovietica dal 1941 fino al suo scioglimento nel 1991. Era considerata la continuazione della squadra che aveva rappresentato l'Impero russo. Le nazionali rappresentanti Estonia, Lettonia e Lituania erano tutte squadre indipendenti prima dell'occupazione del 1940. |
| Comunità degli Stati Indipendenti | Russia                             | Armenia Azerbaigian Bielorussia Georgia Kazakistan Kirghizistan Moldavia Tagikistan Turkmenistan Ucraina Uzbekistan | Rappresentativa della Comunità degli Stati Indipendenti e della Georgia dal gennaio del 1992 alla fine del Campionato europeo di calcio 1992, per permettere all'Unione Sovietica di partecipare alla manifestazione. |
| Jugoslavia                        | Jugoslavia                         | Bosnia ed Erzegovina Croazia Macedonia del Nord Slovenia                                                            | Rappresentativa della Jugoslavia dal 1920 al 1992, quando la Repubblica Socialista Federale di Jugoslavia si divise in Bosnia ed Erzegovina, Croazia, Repubblica Federale di Jugoslavia, Macedonia del Nord e Montenegro |
| Jugoslavia                        | Serbia                             | Kosovo Montenegro                                                                                                   | Rappresentativa della Repubblica Federale di Jugoslavia, conosciuta come Serbia e Montenegro a partire dal 2003, dal 1992 al 2006, quando si divise in Serbia e Montenegro. Il Kosovo ha dichiarato l'indipendenza dalla Serbia nel 2008 e la sua nazionale è stata accettata da FIFA e UEFA nel 2016. |
| Antille Olandesi                  | Curaçao                            | Aruba Bonaire Sint Maarten                                                                                          | Rappresentativa delle Antille Olandesi fino alla loro dissoluzione nel 2010. Aruba è diventato uno stato indipendente nel 1986 ed è stato riconosciuto dalla FIFA nel 1988. Noto formalmente come Curaçao, questo nome è stato ripreso dall'omonima nazione formatasi nel marzo del 2011 che ha preso il posto delle Antille Olandesi nell'organigramma FIFA e COCACAF. Le nazionali di Bonaire e Sint Maarten sono membri della CONCACAF ma non della FIFA. |

### Nuovi nomi
In aggiunta alla lista precedente, altre nazioni sono state rinominate:
- Rappresentativa della Repubblica Socialista Federativa Sovietica Russa →  Unione Sovietica nel 1923
- Regno dei Serbi, Croati e Sloveni →  Jugoslavia nel 1929
- Stato Libero d'Irlanda →  Repubblica d'Irlanda nel 1936
- Indie orientali olandesi →   Indonesia nel 1945
- Nazionale di calcio dell'Irlanda (IFA) →  Irlanda del Nord nel 1947
- Siam →   Thailandia nel 1949
- Guyana olandese →  Suriname nel 1954
- Costa d'Oro →  Ghana nel 1957
- Camerun francese →  Camerun nel 1960
- Togoland francese →  Togo nel 1960
- Ubangi-Sciari →  Rep. Centrafricana nel 1961
- Malesia →  Malaysia nel 1963
- Rhodesia Settentrionale →   Zambia nel 1964
- Gambia britannico →   Gambia nel 1965
- Guyana britannica →  Guyana britannica nel 1966
- Nyasaland →  Malawi nel 1966
- Rep. Araba Unita →  Egitto nel 1971
- Ceylon →  Sri Lanka nel 1972
- Dahomey →   Benin nel 1975
- Guinea portoghese →  Guinea-Bissau 1975
- Madagascar →  Repubblica Democratica Malgascia nel 1958 →  Madagascar nel 1975
- Somalia francese →   Gibuti nel 1977
- Cambogia →  Repubblica Khmer nel 1970 →  Repubblica Popolare di Kampuchea nel 1975 →  Cambogia nel 1979
- Taiwan →  Repubblica di Cina →  Taipei Cinese nel 1979
- Mascate e Oman →  Oman nel 1980
- Condominio delle Nuove Ebridi →  Vanuatu nel 1980
- Rhodesia Meridionale →  Rhodesia nel 1964 →  Zimbabwe nel 1980
- Alto Volta →  Burkina Faso nel 1984
- Birmania →  Myanmar nel 1989
- Africa del Sud-Ovest →  Namibia nel 1990
- Yemen del Nord →  Yemen nel 1990
- Congo francese →  Congo-Brazzaville nel 1960 →  Repubblica del Congo nel 1992
- Cecoslovacchia →  Rappresentanza di cechi e slovacchi nel 1993
- Samoa Occidentali →  Samoa nel 1996
- Congo belga →  Congo-Léopoldville nel 1960 →  Congo-Kinshasa nel 1963 →  Zaire nel 1971 →  RD del Congo nel 1997
- Jugoslavia →  Serbia e Montenegro nel 2003
- Antille Olandesi →  Curaçao nel 2010
- eSwatini →  Eswatini nel 2018
- Macedonia →  Macedonia del Nord nel 2019